# Movimiento juvenil

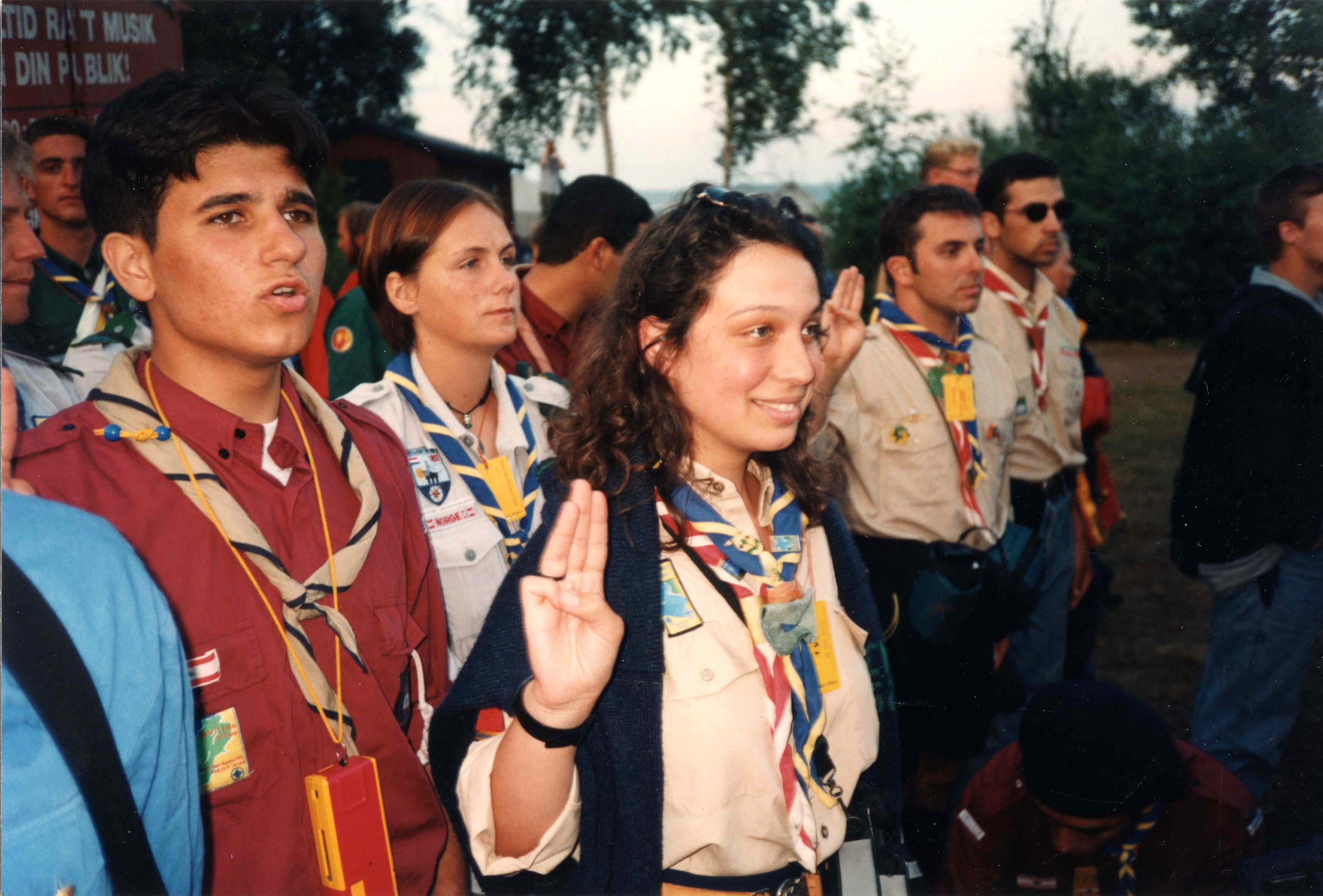
Un buen ejemplo de un movimiento juvenil internacional es el escultismo.

Por movimientos juveniles o  culturas juveniles se entiende una serie de procesos socioculturales impulsados por la juventud como grupo social definido. 
La edad como criterio de juventud es insuficiente y está dinámicamente relacionado con el paso del mundo de la educación al mundo del trabajo.
Por tal razón se ve necesario para la juventud pertenecer a un grupo o comunidad que los haga sentir aceptados y compartir sus pensamientos ideológicos con los demás jóvenes.
Como ha quedado de manifiesto en las movilizaciones de 2005 y 2006 en Francia de jóvenes inmigrantes contra la discriminación, primero, y de jóvenes estudiantes y trabajadores contra la reducción de las protecciones al primer contrato de trabajo, los jóvenes han aparecido como un campo social con especificidad propia.
Los problemas juveniles están relacionados con:
- el estudio, y en especial con el estudio universitario, mediante los movimientos estudiantiles
- el primer empleo
- el sexo y la sexualidad
- la música
- los juegos de Internet
- las edades de ciudadanía y derechos civiles
- la moda
- los ideales
- el futuro
- la edad de responsabilidad penal
- el filicidio
- la brecha generacional
- adultocentrismo

Los jóvenes han creado espacios diferenciados en los partidos políticos, los sindicatos, las iglesias, etc.
Los jóvenes también suele ser un blanco de manipulación por parte de grupos de gran poder, como sucedió con las juventudes hitlerianas y se denuncia sucede con la publicidad y las marcas.